# Nazanin Boniadi
Nazanin Boniadi (IPA: [nɑzæˈniːn bonjɑˈdiː]) (in persiano: نازنین بنیادی‎; Teheran, 22 maggio 1980) è un'attrice iraniana naturalizzata britannica.

## Biografia
Nazanin Boniadi è nata a Teheran, in Iran. I suoi genitori si trasferirono a Londra con lei ancora piccola. Boniadi suonava il violino e si esibiva nel balletto sin dalla tenera età; venne inoltre educata in una scuola privata e si trasferì successivamente negli Stati Uniti, dopo aver ottenuto un riconoscimento onorario dall'Università di California Irvine.

Compare in programmi televisivi come The Game, General Hospital, The Deep End, 24, Hawthorne, Suits, CSI - Scena del crimine, How I Met Your Mother, Scandal, Best Friends Forever e Counterpart. Veste i panni di Fara Sherazi nella terza e quarta stagione delle serie televisiva americana Homeland - Caccia alla spia.

## Vita privata e controversie
Ex adepta di Scientology, nel saggio La prigione della fede del giornalista e premio Pulitzer Lawrence Wright, ha riportato che Boniadi sarebbe stata scelta fra le più avvenenti adepte della chiesa per diventare la fidanzata ufficiale dell'attore Tom Cruise, il più noto scientologo al mondo. I due si sarebbero però frequentati solo per un breve periodo; come riportato nello stesso saggio, i legali di Cruise negano il fatto.
Successivamente alla dipartita dalla religione di Scientology si identifica come musulmana non praticante.

## Filmografia

### Cinema
- Gamerface, regia di James Rhodimer (2007)
- La guerra di Charlie Wilson (Charlie Wilson's War), regia di Mike Nichols (2007) - non accreditata
- Iron Man, regia di Jon Favreau (2008)
- Shades of Ray, regia di Jaffar Mahmood (2008)
- The Next Three Days, regia di Paul Haggis (2010)
- Shirin in Love, regia di Ramin Niami (2014)
- Desert Dancer, regia di Richard Raymond (2014)
- Zoolander 2, regia di Ben Stiller (2016)
- Ben-Hur, regia di Timur Bekmambetov (2016)
- Passengers, regia di Morten Tyldum (2016)
- Attacco a Mumbai - Una vera storia di coraggio (Hotel Mumbai), regia di Anthony Maras (2018)
- Bombshell - La voce dello scandalo (Bombshell), regia di Jay Roach (2019)

### Televisione
- The Game – serie TV, 2 episodi (2007)
- General Hospital: Night Shift – serie TV, 13 episodi (2007)
- General Hospital – serie TV, 118 episodi (2007-2009)
- The Deep End – serie TV, episodio 1x03 (2010)
- 24 – serie TV, 2 episodi (2010)
- Hawthorne - Angeli in corsia (Hawthorne) – serie TV, episodio 2x06 (2010)
- Suits – serie TV, episodio 1x02 (2011)
- How I Met Your Mother – serie TV, 10 episodi (2011-2014)
- CSI - Scena del crimine (CSI: Crime Scene Investigation) – serie TV, episodio 12x14 (2012)
- Best Friends Forever – serie TV, 2 episodi (2012)
- Rochelle – serie TV, 3 episodi (2012)
- Go On – serie TV, episodio 1x13 (2013)
- Grey's Anatomy – serie TV, episodio 9x14 (2013)
- Homeland - Caccia alla spia – serie TV, 16 episodi (2013-2014)
- Scandal – serie TV, 7 episodi (2014)
- Counterpart – serie TV, 17 episodi (2018-2019)
- Il Signore degli Anelli - Gli Anelli del Potere (The Lord of the Rings: The Rings of Power) – serie TV, 6 episodi (2022)

### Cortometraggi
- Kal: Yesterday & Tomorrow, regia di Freya Parekh (2006)
- Diplomacy, regia di Jon Goldman (2009)

## Doppiatrici italiane
Nelle versioni in italiano delle opere in cui ha recitato, Nazanin Boniadi è stata doppiata da:
- Ilaria Latini in CSI - Scena del crimine, Homeland - Caccia alla spia, Attacco a Mumbai - Una vera storia di coraggio, Bombshell - La voce dello scandalo
- Federica De Bortoli in Suits
- Deborah Morese in How I Met Your Mother
- Elena Canone in Scandal
- Francesca Manicone in Grey's Anatomy
- Domitilla D'Amico in Ben-Hur
- Benedetta Degli Innocenti ne Il Signore degli Anelli - Gli Anelli del Potere